# 아르샤드 나딤
아르샤드 나딤(우르두어: ارشد ندیم‎, 1997년 1월 2일~)은 파키스탄의 육상 선수로 주종목은 창던지기이다. 2020년 하계 올림픽과 2024년 하계 올림픽 남자 창던지기 경기에 출전했으며 2024년 올림픽에서 금메달을 획득했다. 2023년 세계 육상 선수권 대회에서 은메달을 획득했다. 그는 파키스탄 육상 선수로는 최초로 올림픽과 세계 육상 선수권 대회 결승에 진출했으며 파키스탄 최초로 올림픽 육상 메달과 세계 육상 선수권 대회 메달을 획득했다.